# 1578 Kirkwood
Kirkwood (asteróide 1578) é um asteróide da cintura principal com um diâmetro de 51,88 quilómetros, a 2,9963024 UA. Possui uma excentricidade de 0,2373553 e um período orbital de 2 844,42 dias (7,79 anos).
Kirkwood tem uma velocidade orbital média de 15,02661137 km/s e uma inclinação de 0,81123º.
Esse asteróide foi descoberto em 10 de Janeiro de 1951 por Goethe Link Obs..